# Henry Holmes Croft
Henry Holmes Croft (Londres, 6 de março de 1820 — San Diego, 1º de março de 1883) foi um professor e cientista britânico nascido na Inglaterra e radicado no Canadá.
Foi o primeiro professor de química da Universidade de Toronto. Interessado por toxicologia e medicina legal, era frequentemente solicitado como especialista em casos criminais.
Croft também forneceu consultoria às primeiras refinarias de Ontário, além de contribuir, com seu trabalho, para a Sociedade Entomológica do Canadá e para o instituto de mecânica do atual Royal Canadian Institute.